# Lijst van staatshoofden van Litouwen
Dit is een lijst van staatshoofden van Litouwen.

## Prinsen van Litouwen (half legendarisch)
- 11e eeuw: Kiernus
- 11e eeuw: Skirmantas
- 11e eeuw: Giligin
- 11e eeuw: Roman
- 1219-1238: Ringaudas
- 1238-1238: Dausprungas
- 1238-1251: Mindaugas

## Koningen van Litouwen
- 1251-1262: Mindaugas

## Grootvorsten van Litouwen
- 1262-1263: Mindaugas
- 1263-1264: Treniota
- 1264-1267: Vaišvilkas
- 1267-1269: Sjvarn
- 1270-1281: Traidenis
- 1281-1285: Daumantas
- 1285-1291: Butigeidis

### Huis Gediminas
- 1291-1293: Butvydas
- 1293-1316: Vytenis
- 1316-1341: Gediminas
- 1341-1345: Jaunutis
- 1345-1377: Algirdas
- 1377-1381: Jogaila I
- 1381-1382: Kęstutis
- 1382-1392: Jogaila I
- 1392-1430: Vytautas
- 1430-1432: Švitrigaila
- 1432-1440: Sigismund I (Zygimantas I)

## Personele unie met Polen

### Huis Jagiello
- 1440-1492: Casimir (Kazimieras)
- 1492-1505: Alexander (Aleksandras)
- 1505-1548: Sigismund II (Žygimantas II)
- 1548-1572: Sigismund III (Žygimantas III)

### Huis Valois
- 1573-1574: Hendrik (Hendrikas)

### Huis Báthory
- 1576-1586: Stefanus (Steponas)

### Huis Wasa
- 1587-1632: Sigismund IV (Žygimantas IV)
- 1632-1648: Wladislaus II (Vladislovas II)
- 1648-1668: Jan I (Jonas I)

### Diverse dynastieën
- 1669-1673: Michael I (Mykolas I)
- 1674-1696: Jan II (Jonas II)

### Huis Wettin
- 1697-1706: August II (Augustas II)

### HuisLeszczyński
- 1706-1709: Stanislaus I (Stanislovas I)

### Huis Wettin
- 1709-1733: Augustas II
- 1733-1763: Augustas III

### HuisLeszczyński
- 1733-1736: Stanislaus I (Stanislovas I)

### Huis Poniatowski
- 1764-1795: Stanislaus II August (Stanislovas II Augustas)

## Geen zelfstandige staat
- 1795-1915: Litouwen deel van Rusland
- 1915-1918: Litouwen bezet door Duitsland

## Koningen van Litouwen

### HuisWürttemberg
- 1918-1918: Mindaugas II

## Leiders van de Litouwse Socialistische Sovjetrepubliek
- 1918-1919: Vincas Mickevičius-Kapsukas

## Leiders van de Litouws-Wit-Russische SSR
- 1919-1919: Vincas Mickevičius-Kapsukas (premier)
- 1919-1919: Kazimierz Cichowski (hoofd parlement)

## Presidenten van Litouwen
- 1918-1920: Antanas Smetona
- 1920-1926: Aleksandras Stulginskis
- 1926-1926: Kazys Grinius
- 1926-1926: Jonas Staugaitis
- 1926-1926: Aleksandras Stulginskis
- 1926-1940: Antanas Smetona
- 1940-1940: Antanas Merkys
- 1940-1940: Justas Paleckis

## Generaal-commissarissen van de Regeringsraad (Litouwse marionettenregering van nazi-Duitsland)
- 1941-1944: Petras Kubiliūnas

## Eerste secretarissen van de Litouwse SSR (deel SU)
- 1940-1974: Antanas Sniečkus
- 1974-1987: Petras Griškevičius
- 1987-1988: Ringaudas Bronislavas Songaila
- 1988-1990: Algirdas Brazauskas

## Voorzitters van de Opperste Vergadering van de Republiek Litouwen
- 1990-1992: Vytautas Landsbergis

## Presidenten van de Republiek Litouwen
- 1992-1998: Algirdas Brazauskas
- 1998-2003: Valdas Adamkus
- 2003-2004: Rolandas Paksas
- 2004-2004: Arturas Paulauskas
- 2004-2009: Valdas Adamkus
- 2009-2019: Dalia Grybauskaitė
- 2019-heden: Gitanas Nausėda